# Heinrich Heine (Heimatforscher)
Heinrich Heine (* 28. August 1860 in Weste; † 12. März 1931 in Nordhausen) war ein deutscher Lehrer und Heimatforscher.

## Leben
Heinrich Heine wurde im Dorf Weste bei Uelzen geboren und besuchte die Volksschule, später eine Privatschule in Hermannsburg. Danach besuchte er das Lehrerseminar in Lüneburg. Nach der Ersten Lehrerprüfung im Jahr 1878 arbeitete er in Wünne und anschließend im Landkreis Alfeld (Leine). Seine Mittelschullehrerprüfung legte er 1888 in Hannover ab.
1888 ging er nach Nordhausen am Harz an die Knabenmittelschule und lehrte Französisch, Englisch, Heimatkunde und Musik bis zu seiner Pensionierung am 1. Juli 1925.
Heine publizierte zur Geschichte von Nordhausen und war Mitglied im Nordhäuser Geschichts- und Altertumsverein. Er wurde in die 1907 gegründete Museumsdeputation berufen.
Heinrich Heine war verheiratet und verstarb in Nordhausen.

## Werke (Auswahl)
- Geschichte des Buchdrucks und des Buchhandels in Nordhausen. Aschersleben: Haller, 1929.
- Nordhäuser Geschichten aus 7 Jahrhunderten (1100–1800). Nordhausen: Stadtschulamt, 1929.
- Aus Geschichte und Sage der Heimat. Langensalza: Beltz, 1927.
- Kirchengeschichte der Provinz Sachsen. Leipzig: Wunderlich, 1926.
- Unsere Heimat. Heimatkunde von Nordhausen und Umgegend. Schroedel: Halle a.d.S., 1914.
- Heimatbuch für Nordhausen und die Grafschaft Hohenstein. Nordhausen: Wimmer, 1908.
- Geschichte von Nordhausen und dem Kreise Grafschaft Hohenstein. Hannover, Berlin: C. Meyer, 1900.
  - Heinrich Heine, Vincent Eisfeld (Hrsg.): Geschichte der Stadt Nordhausen und dem Kreise Grafschaft Hohenstein (= Quellen und Darstellungen zur Nordhäuser Stadtgeschichte. Band 1), 1. Reprintauflage von 1900. BoD, Norderstedt 2018. ISBN 978-3-7481-2995-0